# Лауда-Кёнигсхофен
Лауда-Кёнигсхофен (нем. Lauda-Königshofen) — город в Германии, в земле Баден-Вюртемберг. 
Подчинён административному округу Штутгарт. Входит в состав района Майн-Таубер.  Население составляет 14 624 человека (на 31 декабря 2010 года). Занимает площадь 94,47 км². Официальный код  —  08 1 28 139.
Город подразделяется на 12 городских районов.

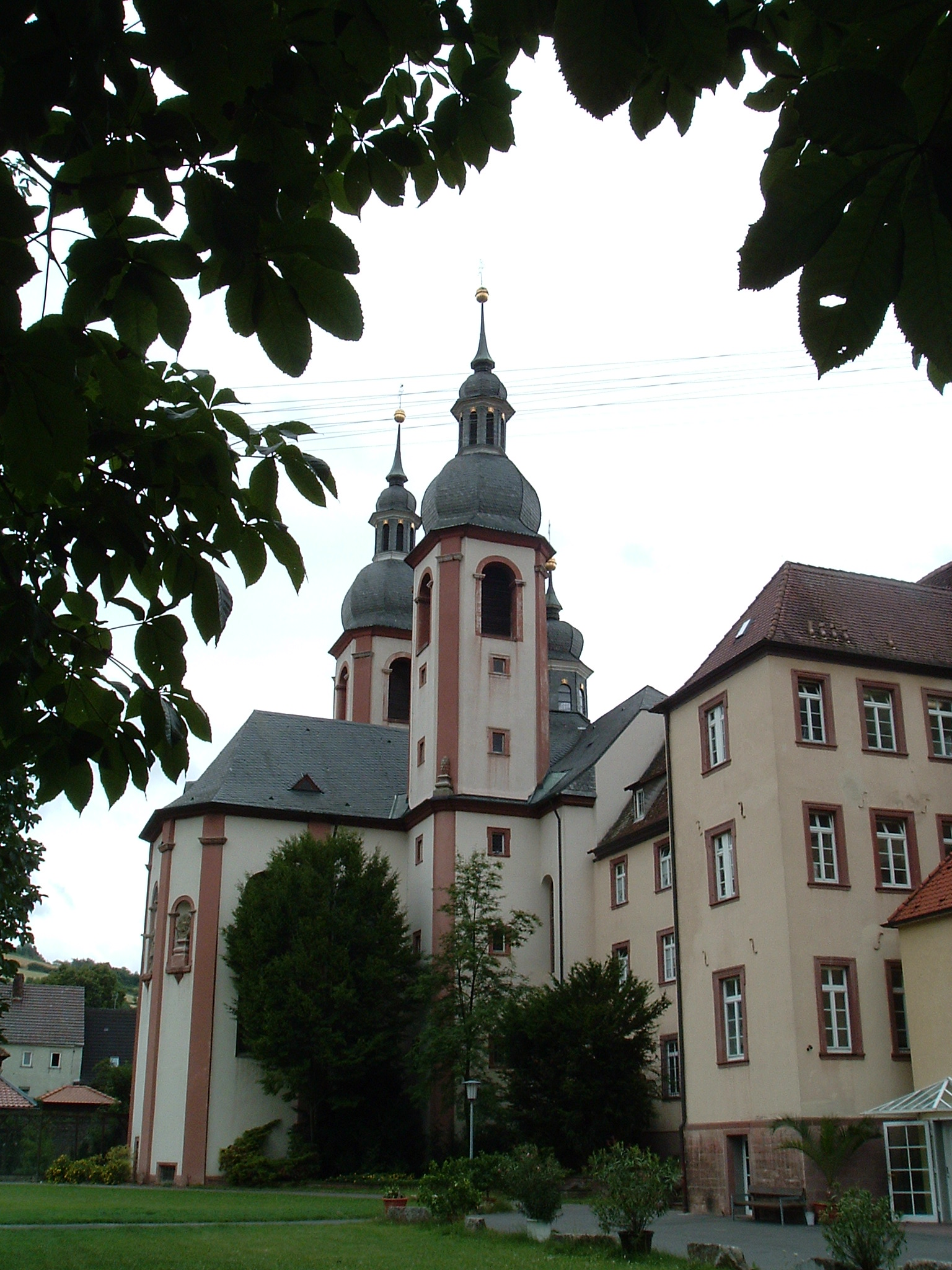
Лауда-Кёнигсхофен

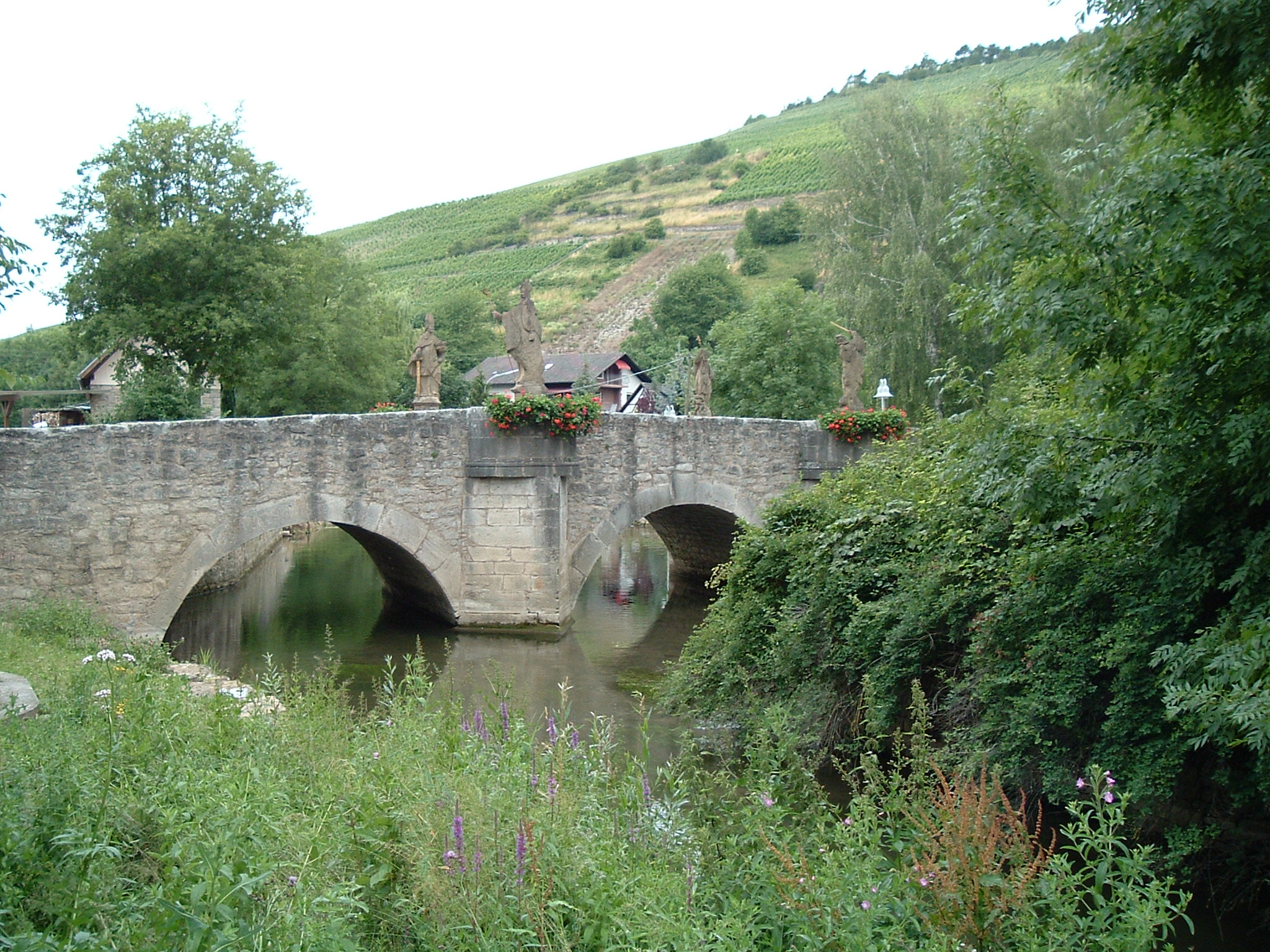
Мост